# 해리중학교
해리중학교(海里中學校)는 대한민국 전북특별자치도 고창군 해리면 하련리에 있는 공립 중학교이다.

## 학교 연혁
- 1952년 9월 5일 :  해리고등공민학교 개교
- 1955년 4월 27일 : 해리중학교 설치 인가
- 1978년 12월 5일 : 학급 증설 인가 (21학급)
- 1996년 3월 1일 : 특수학급 인가 (1학급)
- 2004년 4월 30일 : 별관 특별실 준공
- 2023년 3월 1일 : 제25대 김춘미 교장 부임
- 2023년 12월 29일 : 제70회 졸업(졸업생 누적 9,562명)

## 참고 자료
- 해리중학교 - 한국교육학술정보원 학교알리미